# Making Today a Perfect Day
Making Today a Perfect Day è un singolo discografico della attrice, cantante e musicista statunitense Idina Menzel e dell'attirice e doppiatrice statunitense Kristen Bell, pubblicato l'11 marzo 2015 dalla Walt Disney Records.

## Il brano
La canzone è il brano che accompagna gran parte del corto Frozen Fever.

## Tracce
Testi e musiche di Kristen Anderson-Lopez e Robert Lopez; edizioni musicali Wonderland Music Company Inc..
1. Making Today a Perfect Day – 5:01

Durata totale: 5:01

## Un giorno perfetto
Nella versione italiana della canzone Serena Autieri e Serena Rossi hanno nuovamente prestato la voce alla canzone e come l'originale anche questa è stata pubblicata come singolo digitale.

### Tracce
Testi e musiche di Kristen Anderson-Lopez e Robert Lopez; edizioni musicali Wonderland Music Company Inc./Universal Music Italia S.r.l..
1. Un giorno perfetto – 5:01 (testo: Lorena Brancucci)

Durata totale: 5:01

### Produzione
- Disney Character Voices International, Inc. – Edizione italiana
- Roberto Morville – Supervisione artistica
- PUMAISdue srl – Doppiaggio italiano
- SDI Media Italia Srl – Sonorizzazione
- Fiamma Izzo – Dialoghi italiani e direzione del doppiaggio
- Simona Romeo – Assistente al doppiaggio
- Massimo Viterbini – Fonico di doppiaggio
- Shepperton International – Mix
- Virginia Tatoli – Direzione musicale